# Municipio de Independence (Ohio)
El municipio de Independence (en inglés: Independence Township) es un municipio ubicado en el condado de Washington en el estado estadounidense de Ohio. En el año 2010 tenía una población de 348 habitantes y una densidad poblacional de 4,71 personas por km².

## Geografía
El municipio de Independence se encuentra ubicado en las coordenadas 39°28′40″N 81°11′39″O / 39.47778, -81.19417. Según la Oficina del Censo de los Estados Unidos, el municipio tiene una superficie total de 73.86 km², de la cual 73,66 km² corresponden a tierra firme y (0,26 %) 0,19 km² es agua.

## Demografía
Según el censo de 2010, había 348 personas residiendo en el municipio de Independence. La densidad de población era de 4,71 hab./km². De los 348 habitantes, el municipio de Independence estaba compuesto por el 99,43 % blancos y el 0,57 % eran de una mezcla de razas. Del total de la población el 1,15 % eran hispanos o latinos de cualquier raza.